# Dinotoperla dalrymple
Dinotoperla dalrymple är en bäcksländeart som beskrevs av Günther Theischinger 1993. Dinotoperla dalrymple ingår i släktet Dinotoperla och familjen Gripopterygidae. Inga underarter finns listade i Catalogue of Life.